# Litsea panamanja
Litsea panamanja H.W.Li – gatunek rośliny z rodziny wawrzynowatych (Lauraceae Juss.). Występuje naturalnie w Indiach, Mjanmie, północnym Wietnamie oraz południowych Chinach (w południowej części prowincji Junnan oraz w południowo-wschodniej części regionu autonomicznego Kuangsi). 

## Morfologia
PokrójZimozielone drzewo dorastające do 20 m wysokości. Młode pędy są owłosione.
LiścieNaprzemianległe. Mają kształt od lancetowatego do podłużnego. Mierzą 10–18 cm długości oraz 3–7 cm szerokości. Są nagie. Nasada liścia jest klinowa. Blaszka liściowa jest o spiczastym wierzchołku. Ogonek liściowy jest nagi i dorasta do 20 mm długości.
KwiatySą niepozorne, jednopłciowe, zebrane po 5 w baldachy, rozwijają się w kątach pędów. Okwiat jest zbudowany z 6 listków o owalnym kształcie. Kwiaty męskie mają 9 pręcików.
OwoceMają kulisty kształt, osiągają 6 mm długości i 10 mm szerokości.

## Biologia i ekologia
Roślina dwupienna. Rośnie w wiecznie zielonych lasach. Występuje na wysokości od 500 do 3000 m n.p.m. Kwitnie od sierpnia do września, natomiast owoce dojrzewają w marcu.